# Adhemar Ferreira da Silva
Adhemar Ferreira da Silva, född 29 september 1927 i São Paulo, död 12 januari 2001, var en brasiliansk trestegshoppare. 
Han var 1950-talets främste trestegshoppare och tog OS-guld i Helsingfors 1952 (16,22 m) och Melbourne 1956 (16,35). Adhemar da Silva tangerade 1950 Naoto Tajimas då 14 år gamla världsrekord 16,00 m och förbättrade det 1951–55 fyra gånger. Som längst hoppade da Silva 16,56 m (1955).